# شهرستان بایان‌آویل
شهرستان بایان‌آویل (به قزاقی: Баянауыл ауданы، باياناۋىل اۋدانى) یک شهرستان در قزاقستان است که در استان پاولودار واقع شده‌است. شهرستان بایان‌آویل۱۸٬۵۰۰ کیلومتر مربع مساحت و ۲۷٬۸۹۹ نفر جمعیت دارد.